# Pandemia de gripe A (H1N1) de 2009-2010 en México
La pandemia de gripe A (H1N1), que se inició en 2009, entró en México el 17 de marzo del mismo año. Este fue el primer país en reportar casos de gripe A en el mundo entero.
Según la Organización Mundial de la Salud (OMS), el primer enfermo registrado en el mundo fue un niño de 10 años de edad, quien enfermó el 30 de marzo de 2009 en San Diego, CA, Estados Unidos, que no había tenido ningún contacto con cerdos, y además no había tenido ningún antecedente de haber viajado a México. Los primeros casos de influenza en México se detectaron el 11 de abril de 2009 en el estado de Veracruz. Se especula que el inicio de la pandemia haya tenido como origen la condición de las Granjas Carroll en el municipio de Perote de ese estado. Al mes la pandemia se extendió por varios países de México, Estados Unidos y Canadá, para exportarse a partir de entonces, con aparición de numerosos casos en otros países de pacientes que habían viajado a México y Estados Unidos. Se han constatado unos pocos casos de contagios indirectos (de personas que no han estado en dicha región) en España, Alemania, Corea del Sur y Reino Unido. Pero fue El 29 de abril de 2010 ya una vez tranquilizada la epidemia en el país de origen que la Organización Mundial de la Salud (OMS) clasificó el brote de gripe A (H1N1) como de nivel de alerta cinco; es decir, pandemia inminente. Ese nivel de alerta no define la gravedad de la enfermedad producida por el virus, sino sólo su extensión geográfica. Después se elevó el nivel de alerta a seis.
Desde el 23 de abril de 2009, todas las escuelas del país permanecieron cerradas hasta el 11 de mayo.

## Brote
El brote inicial en México se detectó por primera vez en el Distrito Federal, donde la vigilancia comenzó a partir del 18 de marzo. El aumento fue asumido por las autoridades como parte de los «finales de temporada de gripe» (que generalmente coincide con un aumento por el Virus de la gripe B) hasta el 21 de abril, cuando una alerta de la CDC en relación con dos casos aislados de gripe porcina, se informó en los medios de comunicación. Según las autoridades de la Secretaría de Salud se estima que el 90 % de los 45 muertos iniciaron los síntomas antes de conocer la existencia de la gripe A; y comenzaron a sentir los síntomas antes del 23 de abril de 2009; así mismo se les hizo un diagnóstico y tratamiento de neumonía.

### Respuesta ante la epidemia en México.
Los soldados fueron movilizados por el gobierno y entregaron seis millones de cubrebocas a los ciudadanos alrededor de la Ciudad de México, medida que no bastó dada la población capitalina que supera por mucho esta cantidad. Desde el 24 de abril de 2009, las escuelas (desde preescolar hasta universidad), así como bibliotecas, museos, conciertos y cualquier lugar público de reunión, fueron cerradas por el gobierno en la Ciudad de México y su vecino el Estado de México para prevenir la propagación de la enfermedad, las escuelas de la Ciudad de México, el Estado de México, y el estado de San Luis Potosí permanecieron cerradas por lo menos hasta el 6 de mayo. Marcelo Ebrard, Jefe de Gobierno del Distrito Federal, pidió a todos los establecimientos nocturnos cerrar sus establecimientos durante diez días para evitar nuevas infecciones. El 25 de abril, el Presidente Felipe Calderón declaró una emergencia que le concedió la facultad de suspender los actos públicos y poder dictar la cuarentena. El 26 de abril, José Natividad González Parás, gobernador del estado de Nuevo León, anunció que en todo el estado las escuelas permanecen cerradas hasta el 6 de mayo, y estableció un sistema de cuarentena en los aeropuertos, estaciones de autobuses y la creación de puntos de observación sobre todo en el sur del estado en la carretera más cercana a las fronteras con otros estados, a fin de realizar pruebas realizadas en las personas que llegan otros estados. Las clases en el estado de Coahuila originalmente fueron canceladas el 27 y 28 de abril hasta que se decretó la suspensión en todo el país hasta el 6 de mayo.
El 26 de abril, el Banco Mundial anuncio US$ 25 millones de inmediato para México, un adicional de 180 millones para asistencia a largo plazo para hacer frente a los brotes, y asesoramiento sobre cómo otras naciones han respondido a crisis similares.

### Casos confirmados
José Ángel Córdova Villalobos, como Secretario de Salud, declaró que desde marzo de 2009, hubo más de 1300 casos notificados, con 20 fallecidos, confirmando que se trató de una nueva cepa de gripe porcina de virus A subtipo H1N1. A partir del 26 de abril se registraron 1614 casos, con 103 muertos y cerca de 400 pacientes en los hospitales. Alrededor de dos tercios de los pacientes enfermos se recuperaron. Para el día 28 de abril la cifra de muertes aumentó a 152.
| Ciudad de México | 7,924  | 80  |
| Nuevo León | 4,175  | 12  |
| Chiapas | 3,628  | 35  |
| San Luis Potosí | 3,628  | 13  |
| Estado de México | 3,146  | 47  |
| Yucatán | 3,145  | 10  |
| Jalisco | 3,047  | 15  |
| Michoacán | 2,950  | 4   |
| Sonora | 2,877  | 11  |
| Guerrero | 2,418  | 11  |
| Baja California | 2,341  | 19  |
| Veracruz | 2,330  | 10  |
| Tamaulipas | 2,313  | 12  |
| Nayarit | 2,290  | 2   |
| Oaxaca | 2,255  | 12  |
| Hidalgo | 2,184  | 10  |
| Puebla | 2,117  | 18  |
| Querétaro | 2,025  | 5   |
| Tlaxcala | 1,965  | 9   |
| Guanajuato | 1,497  | 26  |
| Durango | 1,140  | 2   |
| Colima | 1,139  | 0   |
| Tabasco | 1,082  | 3   |
| Aguascalientes | 981    | 8   |
| Zacatecas | 932    | 8   |
| Chihuahua | 774    | 2   |
| Baja California Sur | 723    | 4   |
| Quintana Roo | 676    | 1   |
| Morelos | 671    | 2   |
| Sinaloa | 641    | 7   |
| Coahuila | 210    | 1   |
| Campeche | 169    | 1   |
| TOTAL | 67 395 | 398 |
| (*) Casos de la pandemia (H1N1) de 2009 confirmados por laboratorio, confirmados oficialmente por la Secretaría de Salud de México. Actualizado: 29 de octubre de 2009 |        |     |

### Primer caso de AH1N1 en México
El primer caso registrado de AH1N1 en México, es joven de quince años llamado Edgar Hernández y que sobrevivió a la enfermedad, sería inmortalizado con una estatua de bronce que realizara el escultor Bernardo Luis Artasanchaz, que tendría por nombre el «Niño cero». En la mano derecha llevaría una rana, una de las plagas bíblicas, y que simbolizaría la victoria sobre el virus A H1N1. Se colocaría en la comunidad de La Gloria municipio de la ciudad de Perote, Veracruz, y además servirá como un atractivo turístico de la zona.

### Nuevo brote de AH1N1
El 4 de junio se presentó un pequeño brote de AH1N1 (7 alumnos) en una escuela de la delegación Gustavo A. Madero del Distrito Federal, pero el cual ya se tomaron las debidas precauciones; anunció el Jefe de Gobierno del Distrito Federal Marcelo Ebrard; así mismo las autoridades del Instituto Mexicano del Seguro Social dieron aviso a las autoridades y familiares de los enfermos; la situación está bajo control; cerrando la primaria hasta nuevo aviso y proceder a realizar la limpieza de las instalaciones.

### Indocumentados infectados
En un comunicado conjunto por parte de las autoridades de la Secretaría de Gobernación y de la Secretaría de Salud se dio a conocer la noticia que dos Inmigrantes ilegales de origen guatemalteco; presentaron los síntomas de la Influenza; y en este momento se encuentran en una estación migratoria ubicada en San Luis Potosí del Instituto Nacional de Migración y están siendo atendidos por médicos de la Coordinación Epidemiológica de la Secretario de Salud; ya tiene conocimiento también las autoridades de Comisión Nacional de los Derechos Humanos de México para estar pendiente de su situación migratoria; y así mismo los demás Inmigrantes ilegales que se encuentran en la estación migratoria recibirán tratamiento preventivo contra la Influenza.

## Impacto social de la epidemia en México

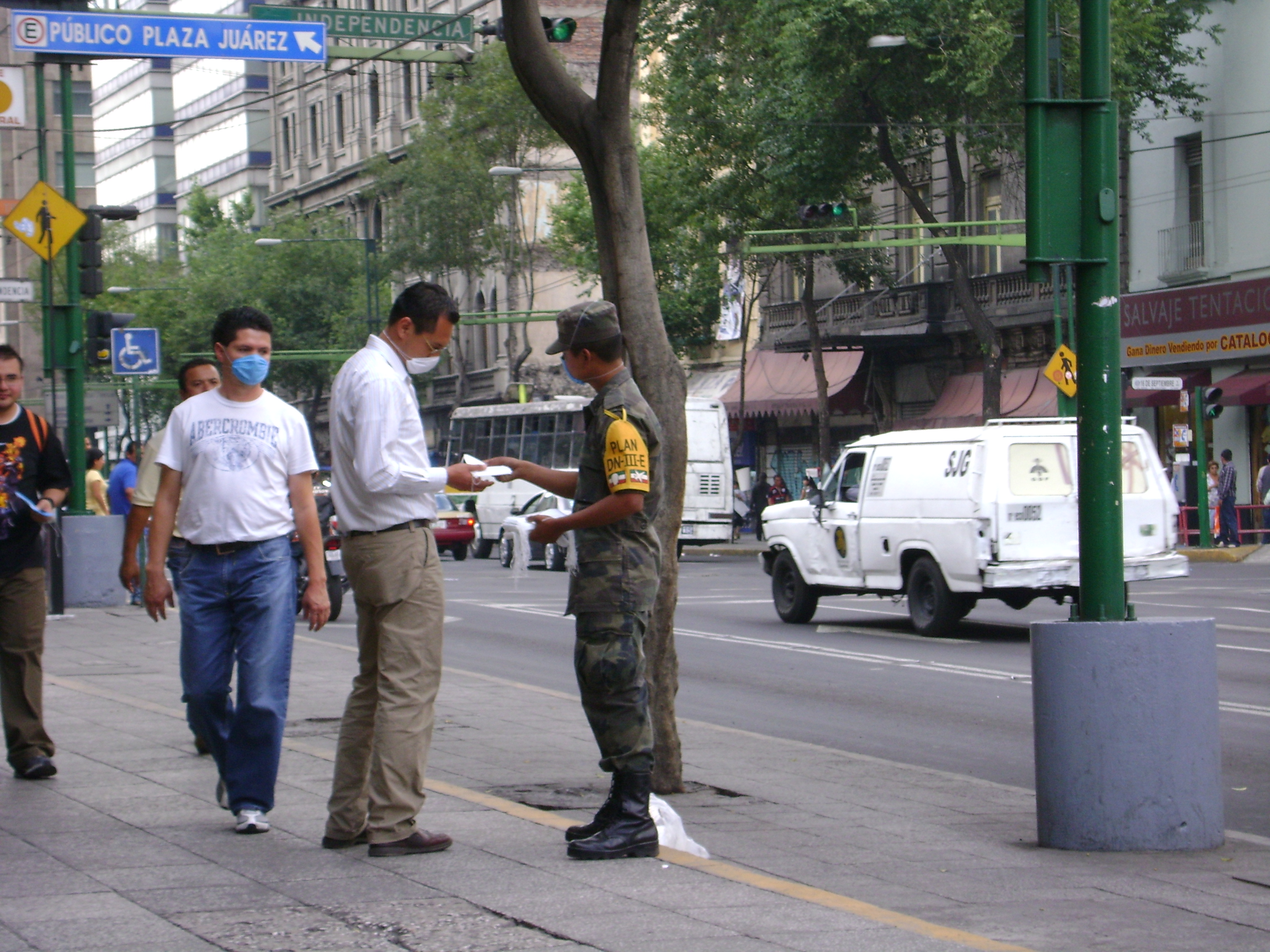
Soldados portando la identificación del Plan DN-III-E, entregan a la población gratuitamente cubrebocas como medida de prevención.

- Actualmente con el cambio del vórtice polar en la región de Norteamérica gran parte del continente estuvo sufriendo grandes cambios en las temperaturas, principalmente bajas temperaturas. Junto con este cambio climático, el cual es provocado por la emisión de gases y la contaminación, factores que han dado como consecuencia el deterioro de la capa de ozono.

Este fenómeno climático ha aumentado los casos de influenza en el país a finales de 2013 y principios de 2014. Aunándole a esto la epidemia registrada en 2009-2010 genera una ola de pánico, por un nuevo brote. Y se recuerda que en dichas fechas los lugares públicos lucieron desolados. El observar a una persona en la calle con resfriado o gripe era motivo para alejarse de ella, pues se pensaba podría ser influenza.
- Como ejemplo inédito nunca antes visto en el fútbol, por decisión de la Federación Mexicana de Fútbol y de los respectivos equipos, fueron realizados a puerta cerrada los partidos de Pumas-Guadalajara, América-Tecos y Pachuca–Cruz Azul. Se devolverán las entradas de los boletos válidos para la jornada 15 del Torneo Clausura 2009, para que la afición no se vea afectada por la propagación de la gripe porcina en lugares de grandes concentraciones humanas. Así mismo, los 3 partidos se transmitieron por televisión abierta: los primeros dos Televisa y el 3.º por TV Azteca.[34]
- También en cuanto al deporte, el 27 de abril se declaró la suspensión oficial de la Olimpiada Nacional en México, la cual había comenzado el 21 de abril en Mexicali.[35][36] La Concacaf, de igual manera, decidió aplazar indefinidamente el partido de vuelta por la final de la Liga de Campeones de la Concacaf 2008-09 entre Cruz Azul y Atlante, y dar por concluido el Campeonato Sub-17 de la Concacaf de 2009 que se disputaba en Tijuana.[37]
- El Auditorio Nacional canceló el día 24 de abril un concierto del grupo finlandés The Rasmus, mismo que no podrá ser reprogramado por encontrarse dicho grupo en una gira internacional, de igual manera, el día 25 fue suspendido un concierto del dueto mexicano Ha-Ash, mismo que posteriormente será reprogramado.[38]
- Los días 25 y 26 de abril, por decreto del Gobierno del Estado de México, se suspendió hasta nuevo aviso el Concurso de la Elegancia de México, exhibición de automóviles clásicos que sería llevado a cabo en el Municipio de Huixquilucan, con la participación de clubes de automóviles, así como de las armadoras General Motors de México, Ford Motor Company y Mitsubishi Motors, entre otros.[39]
- Se suspendieron las clases en todos los niveles educativos en todos los estados del país, tanto en escuelas públicas como privadas, hasta el 6 de mayo de 2009, fecha en la que se daría un nuevo aviso.[40]
- El Servicio de Administración Tributaria ha realizado una prórroga para la presentación, por parte de las personas físicas, de la declaración anual de impuestos hasta el 1 de junio de 2009.[41]
- Igualmente se han suspendido más de 500 actividades públicas programadas por el Gobierno del Distrito Federal programadas para el fin de semana del 24 al 26 de abril. La cadena de cines Cinemex cierra sus complejos hasta el día 28 de abril al igual que la cadena Cinépolis. A partir del sábado 25 de abril por la tarde se dio la instrucción de cerrar los restaurantes localizados en la zona hotelera de Polanco, las Lomas de Chapultepec, Santa Fe, y Bosques de las Lomas, colonias localizadas en las delegaciones de Álvaro Obregón, Cuajimalpa, y Miguel Hidalgo,[42] cerrando una cantidad superior a 2,700 restaurantes y discotecas con capacidad superior a 200 personas a lo largo de la ciudad.[43] Con fecha 28 de abril el Gobierno del Distrito Federal ordenó el cierre de todos los restaurantes, permitiendo únicamente la modalidad de «comida para llevar» o «room service» (en caso de ser restaurantes de hoteles) hasta el próximo 5 de mayo,[44][45] esto en medio de controversias con el gremio, dadas las pérdidas económicas previstas.[46][47] La penalización por incumplimiento es la clausura permanente del local. El Jefe de Gobierno Marcelo Ebrard Casaubón, anunció la creación de Brigadas Médicas especiales que estarán facultadas para el retiro de puestos de comida callejeros.[48]
- La Arquidiócesis de la Ciudad de México suspendió todas las misas a celebrarse en las iglesias católicas del área Metropolitana, llevándose a cabo únicamente una ceremonia a puerta cerrada en la Catedral Metropolitana, oficiada por Norberto Rivera Carrera, Arzobispo primado de México, misma que fue transmitida por radio a la población a través de Radio Centro 1030 AM,[49][50] en la cual se rezó por la epidemia en México. También recordó que la Ciudad de México ha sido amenazada por pestes en 1554, 1695, 1736 y 1850.[51]
- En Tepeaca, Puebla se cancelaron los eventos de feria, las celebraciones religiosas y actividades culturales en honor al Santo Niño Jesús Doctor de los Enfermos.[52]
- El domingo 26, el Jefe de Gobierno de la Ciudad de México, Marcelo Ebrard Casaubón informó que la posible suspensión de todas las actividades de la ciudad dependerá del control de contagios que se tenga de la epidemia, así como del número de decesos.[53]
- La Comisión Nacional del Agua, a través de su Director, el Ing. José Luis Luege Tamargo anunció que se suspenderá el tercer corte de agua programado para el próximo fin de semana (1, 2 y 3 de mayo), a pesar del bajo nivel del sistema Cutzamala que abastece de agua potable al área metropolitana de la Ciudad de México, debido a la epidemia.[54]
- El Instituto Federal Electoral, a través del consejero presidente, Leonardo Valdés Zurita, recomendó a todos los candidatos a puestos de elección popular no realizar mítines multitudinarios y «evitar concentraciones».[55]
- En el Estado de Hidalgo (considerado de gran riesgo dada su cercanía y subconurbación de algunas localidades al Distrito Federal a través del Estado de México) el Consejo Estatal de Salud dio las instrucciones pertinentes para el cierre de 77 balnearios al público, como parte de las medidas preventivas contra la epidemia.[56]
- Se suspende la Feria de San Marcos de Aguascalientes como medida precautoria para evitar contagios.[57]
- La Secretaría del Trabajo y Previsión Social hace un llamado a los empresarios y trabajadores para tomar medidas precautorias ante la emergencia sanitaria en sus fuentes de trabajo.[58][59] En tanto, el Consejo de la Judicatura del Distrito Federal determinó suspender labores en juzgados y tribunales en las materias civil, administrativa y penal.[60]
- Por la noche del día 27 y la madrugada del 28 de abril y ante rumores de un inminente cierre de los negocios del Distrito Federal, a pesar de que se ha garantizado el abasto de víveres, se registraron compras de pánico en varios supermercados de la ciudad, volviendo a la normalidad por la mañana.[61]
- El 28 de abril la Secretaría de Transportes y Vialidad del Distrito Federal, a través su Secretario, Armando Quintero, informó que será obligatorio que los conductores de taxis, microbuses y demás transportes metropolitanos, utilicen cubrebocas y guantes, con penalización de ser remitidos al corralón. Esta medida entra en vigor a partir del 29 de abril.[62]
- Igualmente, el mismo día, el Instituto Nacional de Antropología e Historia anunció que cerrarán los 116 museos a nivel nacional bajo su administración hasta nuevo aviso.[63]
- La Cámara de Comercio de la Ciudad de México asegura que las pérdidas han sido de aproximadamente $57 millones diarios.[64]
- El gobernador de Tabasco decidió suspender hasta el mes de agosto la elección de la flor de oro y las actividades de la Expo Tabasco 2009.[65]
- La jornada 16 del Torneo Clausura se jugaran a puerta cerrada, así como los juegos de la Liga Mexicana de Béisbol.[66][67]
- Las mujeres en estado de embarazo o lactancia no deberán presentarse a laborar en sus centros de trabajo mientras se mantenga la contingencia epidemiológica, en donde la Secretaría del Trabajo y Previsión Social hace el llamado a los patrones a cumplir los lineamientos y decreto que se expidió en el Diario Oficial de la Federación en esta materia, en caso de contravenir se hacen acreedores a sanciones que establezca la Ley Federal del Trabajo.[68][69]
- El Dr. José Ángel Córdova Villalobos, como Secretario de Salud, emite un acuerdo en el Diario Oficial de la Federación en el que se ordena la suspensión de labores en la Administración Pública Federal y en el sector productivo de todo el territorio nacional, durante el periodo que comprende del 1 al 5 de mayo del presente año.[70]
- Se cancelaron los festejos de la Batalla de 5 de mayo a consecuencia de la epidemia.[71]
- La SAGARPA defiende a la porcicultura nacional a consecuencia de la epidemia de Influenza.[72]
- Durante la contingencia epidemiológica hubo un alza de precios lo que ocasionó una inflación de artículos de primera necesidad y de limpieza.[73]
- El turismo de extranjeros tuvo una baja en Cancún a consecuencia de la epidemia.[74]

### Avenencias
- México ha presentado una petición ante Organización Mundial del Comercio por las restricciones impuestas por los productos porcinos mexicanos.[75]
- México exige a la Organización Mundial del Comercio quitar las restricciones a productos mexicanos.[76]
- Avión fletado por las autoridades mexicanas para regresar a mexicanos que se encuentran en cuarentena en diferentes ciudades de China, como Hong Kong, Shanghái, Pekín y Cantón.[77][78][79][80][81]
- La Organización Panamericana de la Salud indica que la medidas preventivas que tomó el gobierno de México, evitó la muerte y hospitalización en el país.[82]
- Se disculpa el embajador de Argentina en México, Jorge Yoma, explicó al Gobierno mexicano que suspendieron los vuelos comerciales entre ambos países por una falta de preparación sanitaria adecuada en los aeropuertos internacionales en Argentina.[83]
- Artistas Chilenos manifiestan su solidaridad con México por los actos discriminatorios que se han tenido.[84]
- El actor Hugh Jackman viajó a México para la exhibición de la película X-Men Origins: Wolverine la cual se pospuso a causa de la epidemia de gripe y para demostrar que el país es seguro y está en pie.[85] Así mismo el actor Hugh Jackman y ejecutivos de la Fox sostuvieron una entrevista con el presidente Felipe Calderón Hinojosa en la residencia oficial de Los Pinos y en donde respalda la actuación del presidente durante la epidemia de Influenza e invita a que la gente regrese con estas palabras México «es un lugar saludable para los turistas».[86]
- Ciudadanos argentinos en una protesta pacífica ante la embajada de Argentina en México; piden al gobierno de Cristina Fernández se reanuden los vuelos entre los países hermanos de Argentina y México, entre los manifestantes se encontraba el actor Juan Soler y su esposa Maki; así mismo se encontraban argentinos residentes en México.[87]
- Ecuador da marcha atrás a las restricciones a la importación de productos porcinos.[88]
- El embajador de Corea en México reconoce los esfuerzos que se realizaron para la contención de la epidemia.[89]
- La Organización de las Naciones Unidas denuncia las medidas discriminatorias contra ciudadanos mexicanos y de otros países para contener la epidemia de Gripe.[90] Así mismo condena las cuarentenas por nacionalidad.[91]
- En Madrid España la Casa de América se declara en Casa de México y en donde se reúnen intelectuales, artistas y políticos para gritar «todos somos mexicanos» y entre los asistentes estaba la cantante Paulina Rubio que afirmó que «México no está en cuarentena».[92] Así mismo en palabras del director mexicano Arturo Ripstein que a la palabra dice: «Nos convertimos en los parias de la tierra, vilipendiados, incluso por los que alguna vez acogimos».[93]
- Estados Unidos, Canadá y México pidieron ayer terminar con las prohibiciones a las importaciones de carne de cerdo de esos países debido a que los temores de que puede ser vía de contagio de la «gripe porcina» no tienen base científica, y amenazaron con tomar medidas apropiadas de represalia.[94] Esas prohibiciones son también contradictorias con sus obligaciones internacionales, dijeron en una declaración conjunta el representante comercial estadounidense Ron Kirk, el ministro canadiense de comercio internacional Stockwell Day y el secretario mexicano de Economía Gerardo Ruiz Mateos.
- La Comisión Nacional de los Derechos Humanos y la ONU piden a Amnistía Internacional que atiendan los casos de contagio por Influenza A H1N1 en inmigrantes que transitan de manera ilegal por su territorio debido al temor que estos puedan tener al asistir a hospitales mexicanos y sean deportados a su país de origen.[95]
- La Comisión Nacional de los Derechos Humanos pide el anonimato de los enfermos por la Influenza, para no ser discriminados.[96]
- Ecuador levanta los suspensión de los vuelos con México.[97]
- La ministerio británico de Asuntos Exteriores o Foreign Office levanta las restricciones para viajar a México.[98]
- Los Estados Unidos cambia las restricciones a viajes a México por precaución.[99]
- España suaviza las recomendaciones para viajar a México.[100]
- Argentina autoriza reanudar vuelos con México.[101]
- El alcalde de Madrid felicita a las autoridades mexicanas por el manejo de la crisis durante de la Epidemia de Influenza e invita a los españoles para que sigan las relaciones entre ambos países.[102][103]
- El artista peruano Pedro Suárez-Vértiz presentara su nuevo disco y así mismo para solidarizarse con México con la situación que sucede.
- El consumo de cerdo ha empezado a tener un aumento, según indican autoridades de la SAGARPA y se espera que se alcance los mismos niveles del año 2008.[104]

### Discrepancias
- El congreso de los Estados Unidos debatía fuertemente si debe o no cerrarse las fronteras con México, pero el presidente Barack Obama rechaza la propuesta de algunos diputados porque el virus ya estaba dentro del territorio estadounidense.[105]
- La secretaria mexicana Patricia Espinosa Cantellano de la Secretaría de Relaciones Exteriores ha criticado la discriminación que han tenido los ciudadanos mexicanos por miedo a la epidemia.[106]
- La Organización Panamericana de la Salud indica que es exagerado el cierre de vuelos que lleguen de México.
- Países centroamericanos descartan el cierre de fronteras con México.[107]
- En Chile, el futbolista mexicano Héctor Reynoso López (Chivas) fue agredido por el futbolista argentino Sebastián Penco (Everton) al que le respondió mientras le escupía, le tosía en la cara por las burlas del jugador argentino.[108] Por dicha razón sería suspendido provisoriamente por la Conmebol.[109]
- Los países que han tomado medidas unilaterales en América son Perú,[110] Argentina,[111][112] Cuba, Colombia y Ecuador las cuales son suspender vuelos hacia México.[113]
- Así mismo en Colombia se suspenden eventos de artistas mexicanos.[114]
- En Colombia se tomó la decisión de que los equipos fútbol del Chivas y el San Luis no jugaran en la Copa Libertadores 2009.
- Los equipos fútbol del Chivas y el San Luis, deciden retirarse de la Copa Libertadores 2009 y lo que piden es que sean resarcidos los daños económicos; ya que los equipos Sao Paulo de Brasil y el Nacional de Uruguay se negaron a jugar en México.[115][116]
- Haití, rechaza ayuda humanitaria proveniente de México por causa de la epidemia de Influenza.[117]
- En el Aeropuerto de París-Orly los encargados del equipaje se negaron a recoger maletas que provengan de México y España por miedo a la epidemia de la influenza, además el presidente Sarkozy pide al congreso europeo que se suspendan todos los vuelos comerciales hacia México.[118]
- China aisló sin justificación a un grupo de mexicanos en un hotel de Hong Kong.[119] Mientras tanto, Singapur decretó que los ciudadanos mexicanos deben tener una visa obligatoria para ingresar al país asiático y en respuesta dicho acto, el gobierno recomienda a los mexicanos que no viajen a aquellos países que han tomado medidas discriminatorias contra mexicanos.[120] En respuesta México manda un avión por los mexicanos que sufrieron medidas discriminatorias en China y fueron recibidos en el hangar presidencial por la primera dama Margarita Zavala.[121][122]
- En Singapur rechazó el desembarque de pasajeros mexicanos que vacacionaban por países asiáticos.[123] El gobierno local ordena que se pida visa obligatoria a los ciudadanos mexicanos y encarcelará aquellos que se nieguen a una inspección sanitaria.[124]
- La artista Ana Bárbara y su esposo, están en un crucero en las mediaciones de Singapur en espera de un visado para entrar a ese país.[125]
- Israel nombra a la enfermedad como influenza mexicana, lo cual tuvo fuertes impactos de discriminación hacia los mexicanos en otros países.[126][127][128][129][130]
- La Organización Médica de Salud recomienda nombrar a la influenza H1N1 como La Influenza Norteamericana, tomando en cuenta que las pandemias ocurridas en la historia han sido nombradas de acuerdo a una locación. Por ejemplo la gripe española, la gripe de Hong Kong, la gripe asiática y la gripe rusa.[131]
- El líder cubano Fidel Castro sigue con sus críticas contra México pero Cuba respalda el manejo de la crisis.[132][133][134]
- El costo de la pandemia de Influenza en México fue de cuatro mil mdd.[135]
- La Secretaría de Turismo emitió un informe indicando que el número de visitantes internacionales que llegó a México durante el primer semestre del año, cayó 6 % respecto a 2008, pero se está realizando campañas publicitarias para reactivar esta parte de la economía mexicana (tercera fuente de ingresos).[136]

### Medidas discriminatorias
- Se presentó el primer caso de acto discriminatorio contra el secretario de salud estatal de Chiapas, el cual renunció a su cargo.[137]

## Reanudación de actividades después de la epidemia en México
- El presidente de México Felipe Calderón Hinojosa dio un mensaje a la nación el 4 de mayo de 2009; con respecto a la reanudación escalonada de las actividades estudiantiles y productivas del país, debiendo tener todavía en cuenta los cuidados higiénicos; así mismo en su mensaje dijo acerca de la discriminación que ha ocurrido a mexicanos en diferentes países.[138][139][140]
- La Secretaría de Salud da los lineamientos para la apertura de cines, teatros y auditorios.[141][142]
- La Secretaría de Educación Pública da el aviso del regreso escalonado de los estudiantes a sus diferentes niveles escolares; el día 7 de mayo de 2009 el regreso de los niveles medio superior y superior (vocacionales, preparatorias, universidades y postgrados), para el día 11 de mayo de 2009 el regreso del nivel básico (primaria, secundaria e incluyendo guarderías y preescolar).[143][144]
- La Universidad Nacional Autónoma de México realiza la limpieza profunda de todas sus instalaciones en todo México.[145]
- La Secretaría del Trabajo y Previsión Social da las recomendaciones para reanudar las actividades en México por medio de una guía a partir del 6 de mayo de 2009.[146][147]
- El Metro de la Ciudad de México empezó labores de limpieza y desinfección de todas sus instalaciones para el retorno de pasajeros a partir del 7 de mayo de 2009.[148]
- La Secretaría de Hacienda y Crédito Público por medio de su secretario Agustín Carstens indica que se habrá incentivos fiscales.[149]
- El Jefe de Gobierno del Distrito Federal Marcelo Ebrard Casaubón indica que por medio de un sistema de alerta sanitaria, se mantendrá comunicado a la población del Distrito Federal.[150]
- Se reabren las zonas arqueológicas y museos con «extremas medidas de higiene» que están a cargo del Instituto Nacional de Antropología e Historia.[151]
- En México seguirán las medidas preventivas contra la epidemia de Influenza.[152]
- En México se estima que para mayo o junio del 2009 se controlara la epidemia de Influenza.[153]
- En México los hoteles de la Riviera Maya y Cancún darán tres años de vacaciones gratis, si se demuestra que si durante su viaje a México se contagiaron con el virus de la Influenza.[154]
- En México se establecen las hábitos de higiene con base a los lineamientos de la Secretaría de Salud.[155]
- La Secretaría de Turismo iniciara una campaña de promoción turística nacional e internacional para la reactivación; ya que la Epidemia de Influenza afectó a este sector.[156]
- El presidente de México Felipe Calderón Hinojosa lanza la campaña «Vive México», acompañado de artistas, deportistas, intelectuales, escritores y gente de diversos medios. Así mismo indica que realizara una «inversión sin precedente» para la recuperación del sector turístico, y que cada quien desde su trinchera de donde trabaja o actúa, haga que se recupere México. En palabras del tenor Plácido Domingo que a la palabra dice: «Digamos llenos de orgullo que México nos espera con los brazos abiertos a todos. Salgamos a la calle, digamos que México está vivo, más vivo que nunca».[157]
- Los primeros pasajeros en arribar a la isla de Cozumel después de la contingencia sanitaria, obtuvieron un premio que consta de una semana gratis en la isla.[158]
- La presidenta de Chile Michelle Bachelet será la primera jefa de Estado en visitar México después de ocurrida la epidemia de Influenza.[159]
- Los cantantes Nelly Furtado y David Bisbal se presentaran en el monumento al ángel de la Independencia para promover el turismo en la Ciudad de México.[160]
- Se recibió de la Ussocer el reporte médico, acerca del jugador Landon Donovan el cual indica que es portador de la epidemia de la Influenza.[161]
- El estado de Chiapas pospondrá la entrada al período 2009-2010 para evitar un rebrote de Influenza.[162]
- La Asamblea Legislativa del Distrito Federal aprobó la nueva Ley de Salud para el Distrito Federal, con lo que formalizó el sistema de alerta epidemiológica para enfrentar contingencias sanitarias, como por ejemplo la Influenza.[163]
- El Banco Interamericano de Desarrollo aprobará un préstamo por tres mil millones de dólares en apoyo para la Influenza.[164][165]
- El INFONAVIT apoyará a los trabajadores con un Programa Especial de Apoyo a Compradores de Vivienda por la situación de la Influenza.[166]
- El COLMEX da indicaciones para la contención de la Influenza.[167]
- No más restricciones de viaje a México.[168]
- En el inicio del ciclo escolar 2009-2010, la líder del Sindicato Nacional de Trabajadores de la Educación, Elba Esther Gordillo, le pidió al presidente Felipe Calderón Hinojosa que «giré instrucciones para que los alumnos, maestros y directivos de las escuelas sean vacunados» contra la Influenza, por el posible rebrote.[169]

## Consecuencias económicas de la epidemia en México
- El secretario de Hacienda y Crédito Público, Agustín Carstens, atribuyó la drástica caída del (PIB) del segundo trimestre de 2009 al brote de influenza A H1N1 que sufrió el país en meses anteriores.[170] Sin embargo, lo que en realidad ocurrió es que la epidemia agudizó los problemas económicos que ya se venían presentando en México desde el último trimestre de 2008, cuando el país entró en recesión.
- El presidente Felipe Calderón Hinojosa pidió se aprobara el paquete económico del 2010, a fin de hacer frente al rebrote de Influenza.[171]

## Medidas tomadas por las autoridades federales, estatales y municipales de México
- El Distrito Federal sigue en alerta verde ante rebrote de Influenza; según indica el director de Vigilancia Epidemiológica de la Secretaría de Salud José Jesús Trujillo.[172][173]
- La Secretaría de Salud afirmó que en caso de que se agrave el rebrote de la Influenza, se limitará a la mitad el acceso a los estadios de fútbol en México.[174]
- Permanecen cerradas 128 escuelas en todo el país, según indica el secretario Alonso Lujambio de la Secretaría de Educación Pública por el segundo brote de Influenza.[175]
- El secretario de Salud, José Ángel Córdova, reconoció que se está registrando un aumento en el número de casos de Influenza en algunos estados del país, por lo que es necesario reforzar las acciones de prevención mencionadas por las autoridades y por lo tanto en México se vive un tercer repunte de la Influenza.[176]
- El secretario Alonso Lujambio de la Secretaría de Educación Pública, indica que no habrá un cierre masivo de escuelas en el país, ya que el objetivo es focalizar las probables suspensiones de actividades en salones o planteles.[177]
- La vacuna contra la Influenza será gratuita indica el secretario de Salud, José Ángel Córdova, indicando así mismo que los médicos, enfermeras y personal de salud; serán los primeros inmunizados cuando se reciban las dosis de la vacuna contra este nuevo virus.[178]
- Se actualiza la guía de consejos en centros de trabajo ante Influenza, la Subcomisión para la Atención del Brote de la Influenza está realizando esta guía.[179]
- El Instituto Mexicano del Seguro Social del estado de Jalisco, refuerza la atención ante los casos de Influenza.[180]

## Medidas a futuro contra la Influenza
- Se tomaran medidas de cerrar escuelas a fin de año para evitar contagios en las escuelas.[181]
- La Comisión Permanente del Congreso le pide al presidente y a la Secretaría de Salud, le informe de las acciones y medidas de contingencia contra la Influenza para evitar el rebrote en lo futuro.[182]
- El secretario de la Secretaría de Salud, dio salida a un tráiler con medicamentos y equipo médico a Chiapas.[183]
- La directora general de la Organización Mundial de la Salud Margaret Chan, indica que México, debe prepararse para una segunda oleada de casos de Influenza.[184]
- Se descarta el cierre masivo de escuelas por posible rebrote de influenza, según las autoridades educativas, tal vez sería focalizado o en el lugar de riesgo.[185]
- El secretario de la Secretaría de Salud, afirmó que en México se cuenta con la suficiente infraestructura hospitalaria, medicamentos, personal preparado y equipo adecuado para hacer frente en la etapa invernal a un eventual rebrote de Influenza.[186]
- En diciembre estarán disponibles la primera dotación de vacunas que constará de cinco millones de dosis contra el virus de la Influenza, que serán aplicadas prioritariamente al personal del sector salud, bebés de seis a 24 meses y embarazadas, además se espera otra dotación de 20 millones de dosis y que se cuenta con un presupuesto de dos mil millones de pesos para comprar más dotaciones que se producirán en laboratorios internacionales.[187]
- La vacuna es la mejor forma de prevenir gripe en niños, según los estudios que lo demuestran.[188][189]
- La directora general de la Organización Mundial de la Salud Margaret Chan, indica que se deben prepararse para una segunda oleada y tercera oleada de Influenza.[190]
- Las autoridades federales solicitan al Banco Mundial un préstamo de 400 millones de dólares para financiar las acciones necesarias para contener el rebrote del virus de Influenza que se prevé para el próximo invierno.[191][192]
- Las enseñanzas que dejó el brote de Influenza en México y se espera que las medidas sean adecuadas en invierno.[193]
- La Organización Internacional del Trabajo recomienda vacunar a todos los trabajadores del turismo contra la Influenza.[194]
- La Cruz Roja Mexicana está para hacer frente a epidemia de influenza.[195]
- En México se estima un millón de casos de gripe en el invierno.[196]
- El gobierno de México planea comprar 30 millones de dosis contra la Influenza.[197]
- La Secretaría de Salud, estima 2,000 muertos más por influenza A hasta marzo.[198]
- La Organización Mundial de la Salud, estima que es insuficiente la producción de vacunas contra influenza, según el vocero de la OMS, Gregory Hartl.[199][200]
- Listos los preparativos ante un rebrote de influenza, la Secretaría de Salud.[201]
- El Distrito Federal está en alerta ante el rebrote de Influenza, según indica el Jefe de Gobierno Marcelo Ebrard Casaubón.[202]
- Según explicaciones de un funcionario de salud estadounidense de alto rango dijo que las primeras semanas de octubre serán «algo complejas», a medida el Gobierno distribuye las dosis de la vacuna contra la Influenza.[203]
- La Organización Mundial de la Salud Sugiere el cierre de escuelas ante rebrote de influenza.[204]